# Biographical Memoirs of Fellows of the Royal Society
Les Biographical Memoirs of Fellows of the Royal Society sont une revue scientifique consacrée à l'histoire des sciences et publiée chaque année par la Royal Society. Elle publie les nécrologies des membres de la Royal Society. Elle a été fondée en 1932 sous le nom d'Obituary Notices of Fellows of the Royal Society et a obtenu son titre actuel en 1955, la numérotation des volumes recommençant à 1. Avant 1932, les nécrologies étaient publiées dans les Proceedings of the Royal Society.
Les Memoirs sont une source historique importante et la plupart comprennent une bibliographie complète des œuvres des sujets. Les mémoires sont souvent écrits par un scientifique de la génération suivante, souvent l'un des anciens étudiants du sujet, ou un collègue proche. Dans de nombreux cas, l'auteur est également membre (fellow) de la Royal Society. Parmi les biographies les plus notables publiées dans la revue figurent celles d'Albert Einstein, Alan Turing, Bertrand Russell, Claude Shannon, Clement Attlee, Ernst Mayr, et d'Erwin Schrödinger.
Chaque année, environ 40 à 50 nécrologies de membres de la Royal Society sont rassemblés par le rédacteur en chef, actuellement Malcolm Longair, qui a succédé à Trevor Stuart en 2016. Tout le contenu est librement disponible en lecture.